# Gare de Los Angeles
Pour les articles homonymes, voir Union Station.
La gare de Los Angeles (Los Angeles Union Station) est une gare ferroviaire américaine, principale gare de la ville de Los Angeles, en Californie. Elle est située dans le quartier de Downtown Los Angeles. 
Mise en service en 1939, elle est considérée comme la « dernière des grandes gares ferroviaires » du pays. Elle est toutefois considérée comme trop petite par rapport aux autres union stations.

## Situation ferroviaire

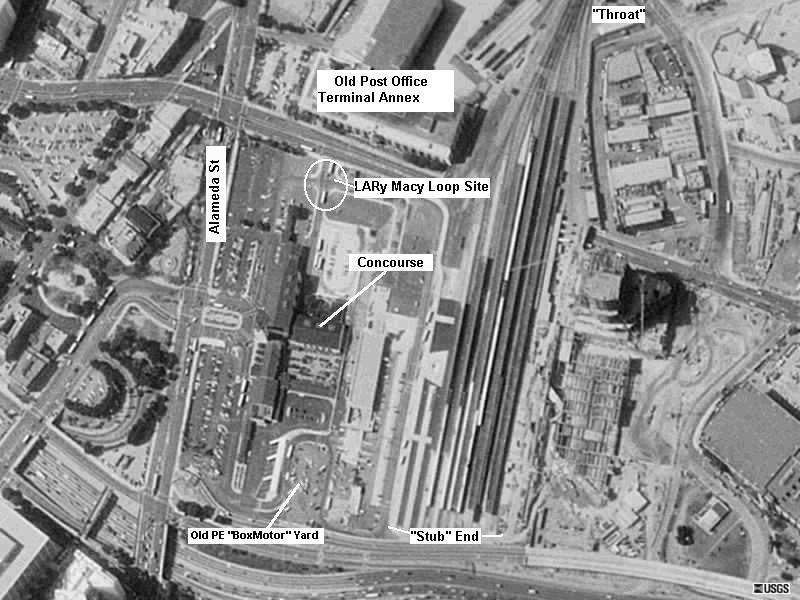
Vue aérienne de la gare à la fin des années 1990.

## Histoire
Cette gare est mise en service en 1939. Elle est réalisée sur les plans de John Parkinson et Donald B. Parkinson, qui avaient aussi créé le Los Angeles City Hall, et dont la compagnie était à l'origine de nombreux bâtiments de la ville depuis la fin du XIXe siècle. La structure combine les styles architecture coloniale espagnole, architecture missionnaire espagnole aux Amérique  et aux Philippines, et Streamline Moderne, ainsi que quelques détails comme les étoiles à huit pointes également appelée étoile d'Andalousie, elle était souvent présente dans les décors architecturaux d'Al-Andalus.

## Service des voyageurs

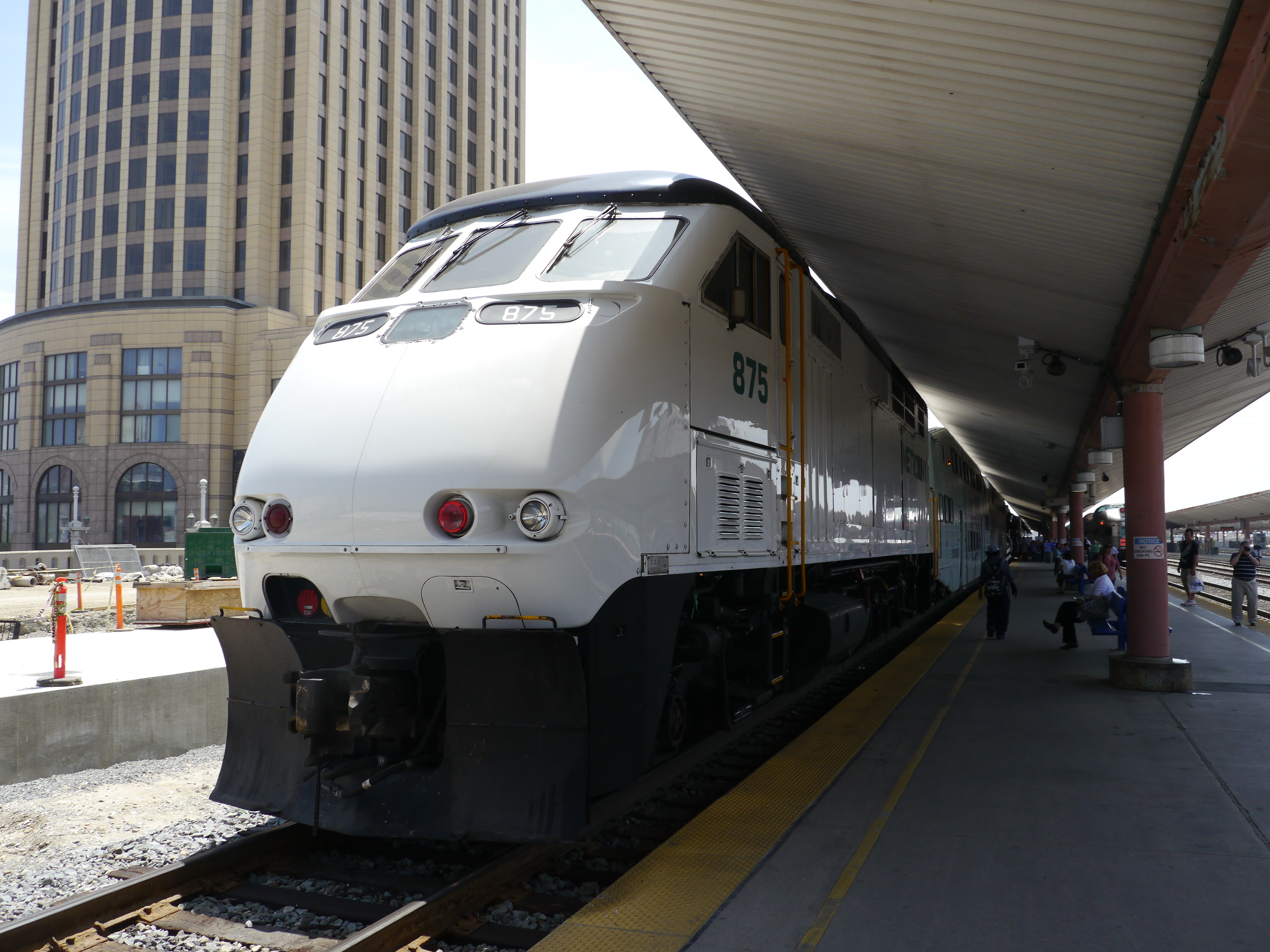
Desserte de la gare.

### Desserte
Elle est desservie par des trains interurbains.
Union Station est aussi le terminus de deux lignes de métro : les lignes B et D. La ligne A passe également par cette gare.

## La gare dans la fiction

### Cinéma
- Nos plus belles années (The Way we were), de Sydney Pollack (1973)
- Driver (The Driver ), de Walter Hill (1978)
- Blade Runner, de Ridley Scott (1982)
- La Liste noire (Guilty by Suspicion), d'Irwin Winkler (1990)
- Bugsy, de Barry Levinson (1991)
- Braquage à l'italienne, de F. Gary Gray (2003)
- Mon voisin le tueur 2, de Howard Deutch (2004) avec Bruce Willis et Matthew Perry.
- The Island, de Michael Bay (2005)
- Gangster Squad, de Ruben Fleischer (2013)

### Télévision
- Flashforward, épisode 17 (2009)
- NCIS : Los Angeles, saison 1, épisode 12 (2009)
- The Politician, saison 1, épisode 7 (2019)

### Jeu vidéo
- Grand Theft Auto: San Andreas, 2003
- Midnight Club : Los Angeles, 2008
- L.A. Noire, 2011
- Cities XL 2012